# Meranda susialis
Meranda susialis là một loài bướm đêm thuộc họ Noctuidae. Loài này có ở Úc.

## Hình ảnh

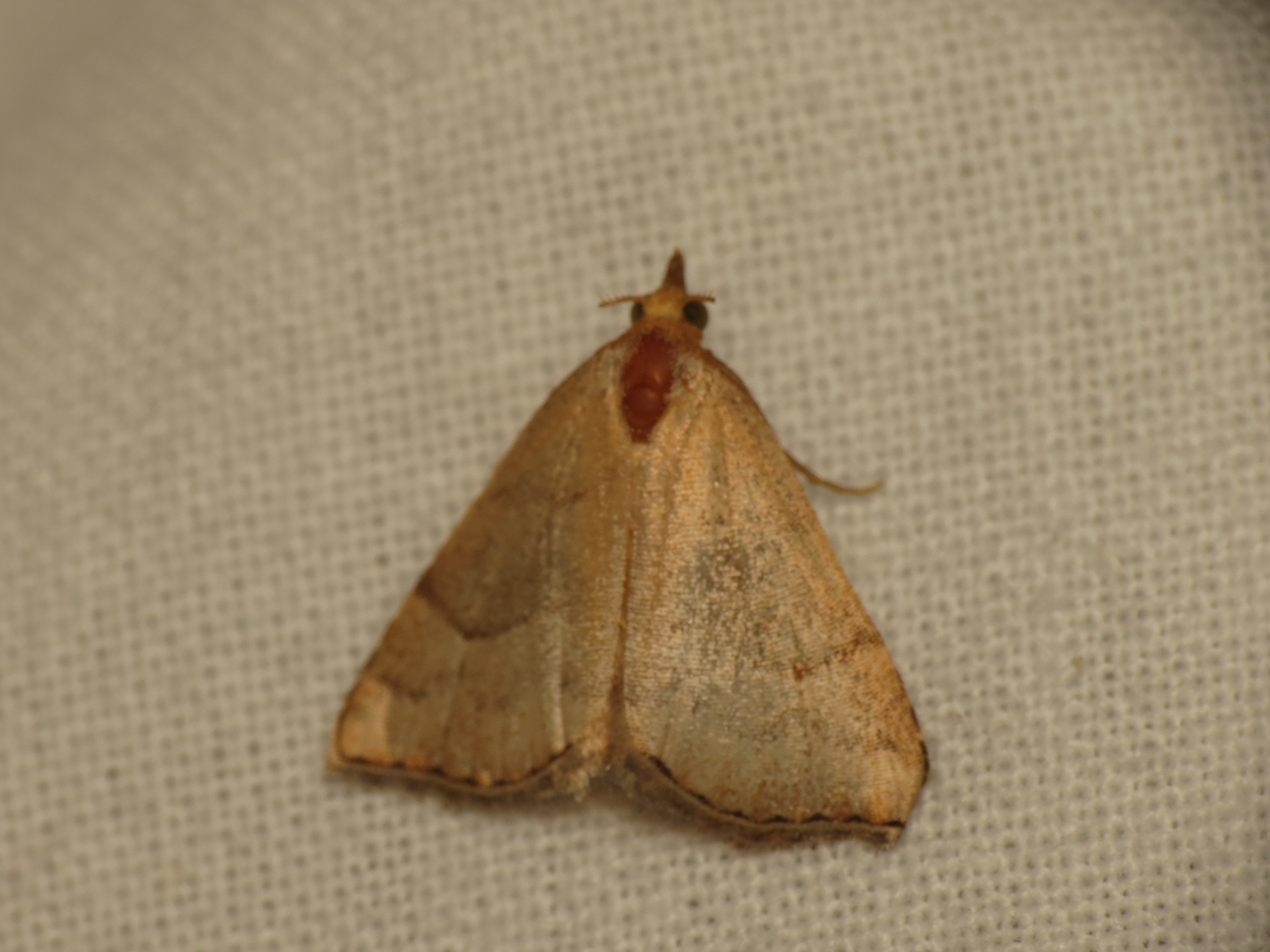